# Barabanki
Barabanki (censita come Nawabganj, altro nome con cui è nota) è una suddivisione dell'India, classificata come municipal board, di 75 087 abitanti, capoluogo del distretto di Barabanki, nello stato federato dell'Uttar Pradesh. In base al numero di abitanti la città rientra nella classe II (da 50 000 a 99 999 persone).

## Geografia fisica
La città è situata a 26° 55' 0 N e 81° 12' 0 E e ha un'altitudine di 108 m s.l.m.

## Società

### Evoluzione demografica
Al censimento del 2001 la popolazione di Barabanki assommava a 75 087 persone, delle quali 39 295 maschi e 35 792 femmine. I bambini di età inferiore o uguale ai sei anni assommavano a 9 123, dei quali 4 918 maschi e 4 205 femmine. Infine, coloro che erano in grado di saper almeno leggere e scrivere erano 49 632, dei quali 27 482 maschi e 22 150 femmine.